# Manuela Pal
Maria Manuela Perez Bosch Palos, conosciuta come Manuela Pal (Buenos Aires, 9 ottobre 1984), è un'attrice argentina.

## Biografia
Figlia dell'attrice Graciela Pal e nipote dell'attore Pablo Palitos. Debutta come attrice a 8 mesi nella serie Coraje mamá, dove recitava sua madre. Ha una figlia, Amparo Díaz, nata il 25 dicembre 2015, avuta da Gonzalo Díaz Servidio.
Nel 1996 partecipa alla serie per ragazzi di Cris Morena: Chiquititas. Nel 2004 prende parte al cast Culpable de este amor interpretando Luciana. Nel 2006 partecipa in un episodio di Mujeres asesinas nel ruolo di Soledad.
Nel 2007 diventa conosciuta recitando in Son de Fierro dove interpreta Luli. Nel 2008 è chiamata a far parte del cast della seconda stagione di Teen Angels nel ruolo della cattiva dottoressa Franka Mayerhold.
Nel 2009 è l'antagonista principale della serie Herencia de Amor i cui protagonisti sono Sebastián Estevanez e Luz Cipriota. Nel 2011 è l'antagonista della serie Herederos de una venganza e nel 2012 interpreta Maggy nella serie La dueña. A gennaio del 2013 è la protagonista di un capitolo della serie Historias de corazón e co-protagonista della miniserie: Las huellas del secretario.
Tra il 2013 ed il 2014 recita nella commedia-drammatica di Pol-ka Producciones Mis amigos de siempre su Canal 13. Nel 2014-2015 prende parte al cast della novela Noche y día interpretando Gisela una delle sorelle Villa.
Nel 2017 è la co-protagonista nella serie Amar después de amar dove interpreta a Laura Godoy su Telefe. Tra il 2017 ed il 2018 è una dei cattivi della serie Golpe al corazón nel ruolo di Erika Martin.

## Filmografia

### Cinema
- Palermo Hollywood, regia di Eduardo Pinto (2003)
- Abrígate, regia di Ramón Costafreda (2006)
- La sombra en la ventana, regia di Gustavo Provitina (2019)

### Televisione
- Coraje, mamá – serial TV (1985)
- La hermana mayor (1995)
- Chiquititas – serial TV (1996)
- Malandras – serial TV (2003)
- Culpable de este amor – serial TV (2004)
- Casados con Hijos – serial TV (2005-2006)
- Sos mi vida – serial TV (2006)
- Vientos de agua – serie TV (2006)
- Mujeres asesinas – serial TV, 1 episodio (2006)
- Alma pirata – serial TV (2006)
- Amas de casa desesperadas – serie TV (2007)
- Son de Fierro – serial TV (2007)
- Teen Angels (Casi Ángeles) – serial TV (2008)
- Don Juan y su bella dama – serial TV (2008)
- Herencia de amor – serial TV (2009)
- Contra las cuerdas – serial TV (2010)
- Herederos de una venganza – serial TV (2011)
- La dueña – miniserie TV (2012)
- Las huellas del secretario – miniserie TV (2012)
- Historias de corazón – programma TV (2013)
- Mis amigos de siempre – serial TV (2013-2014)
- Noche y día – serie TV (2014-2015)
- Amar después de amar – serial TV (2017)
- La Búsqueda de Laura – webserie (2017)
- Golpe al corazón – serial TV (2017-2018)
- Cien días para enamorarse – serial TV (2018)

## Teatro
- Chiquititas (1996)
- Eliot Ness (2003)
- No confíes en mí (2010)
- Don Arturo Illia (2011)
- La celebración (2011)
- La marca en el orillo (2012)
- Los elegidos (2013-2014)
- Bajo terapia (2015)
- Un rato con él (2017)
- Perfectos desconocidos (2018)

## Riconoscimenti
- Premios Clarín
  - 2009 – Candidatura come Attrice rivelazione per Herencia de amor
- Kids' Choice Awards Argentina
  - 2014 – Candidatura come Attrice non protagonista per Mis amigos de siempre
- Premios ACE
  - 2015 – Candidatura come Attrice protagonista in una commedia per Bajo terapia

## Doppiatrici italiane
Nelle versioni in italiano delle opere in cui ha recitato, Manuela Pal è stata doppiata da:
- Micaela Incitti in Teen Angels[4]